# Christian Boltanski

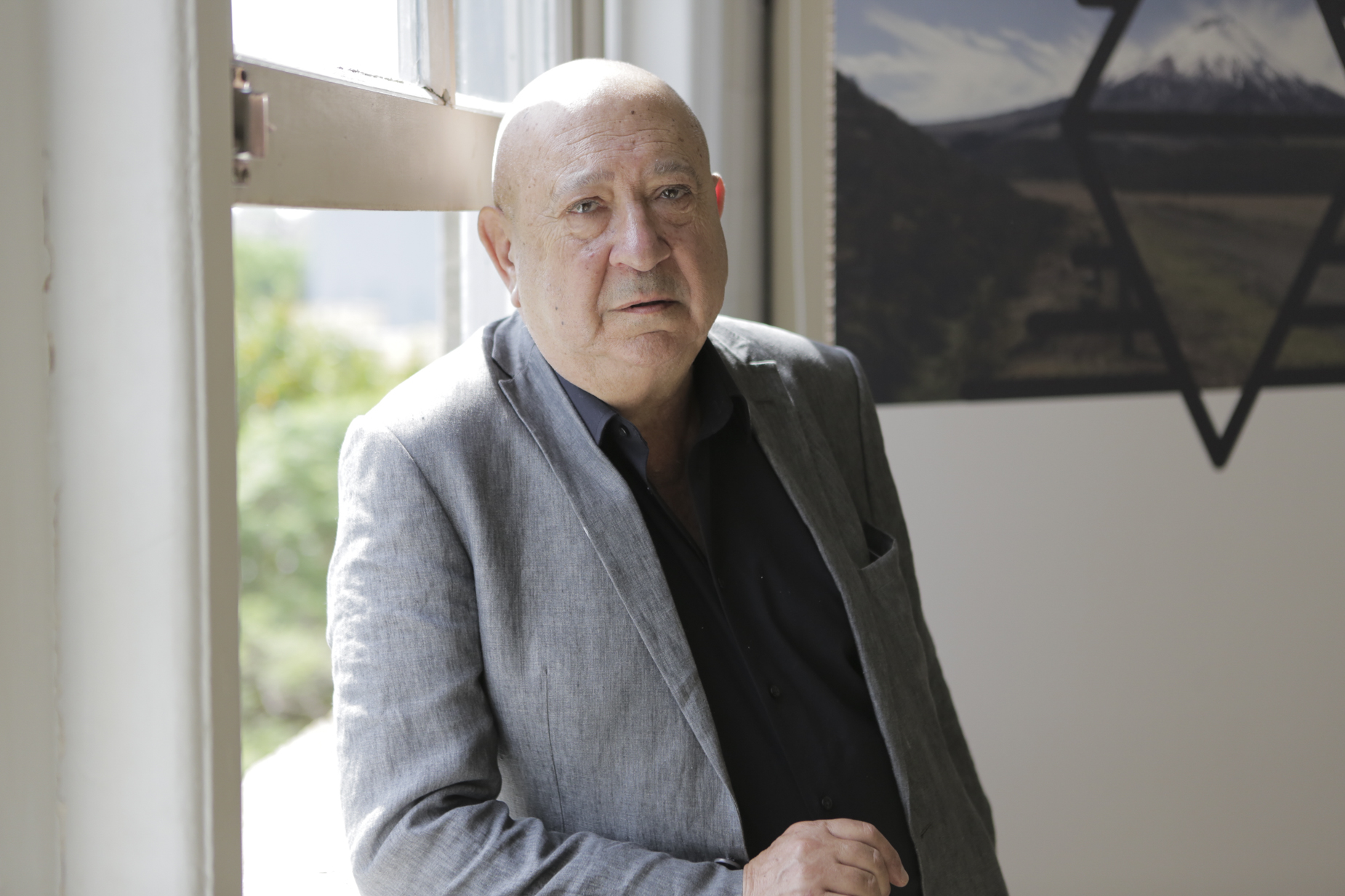
Christian Boltanski, 2016

Christian Boltanski (* 6. September 1944 in Paris; † 14. Juli 2021 ebenda) war ein französischer Künstler, der vor allem durch seine Installationen bekannt wurde.
In seinem Werk ging es immer wieder um die Verfälschung der Erinnerung und das Fragile unserer Lebensentwürfe; Zeit, Vergänglichkeit und Tod waren seine großen Themen. Als Künstler arbeitete Boltanski mit so unterschiedlichen Medien wie Fotografie oder Sound-Installation (das Einzige, was er nie machte: malen), doch am berühmtesten war er für seine Installationen.
Er lebte und arbeitete in Malakoff bei Paris und war der jüngere Bruder des Soziologen Luc Boltanski. Christian Boltanski war mit der Künstlerin Annette Messager verheiratet.

## Leben und Werk
Christian Marie Dominique Liberté Boltanski wurde kurze Zeit nach dem Ende der deutschen Besetzung im befreiten Paris als Sohn des jüdischen ukrainischen Chefarztes Étienne Boltanski (1896–1983) und von Marie-Élise Ilari-Guérin geboren. Seine Mutter stammte aus Korsika und war eine links eingestellte Katholikin.

Archiv der Deutschen Abgeordneten im Reichstagsgebäude

Boltanski war geprägt durch die Erinnerung an den Holocaust und setzte sich in seinen Arbeiten, die in den wichtigsten internationalen Kunstsammlungen zu sehen sind, intensiv mit der eigenen Vergangenheit und ihrer Rekonstruktion auseinander. 1967 begann er, Vitrinen mit Objekten wie Zuckerstücken, handgeformten Erdkugeln und Spielzeugwaffen auszustatten, um so eine typisch bürgerliche Kindheit fragmentarisch zu skizzieren. Nachdem er im Jahr 1968 erstmals ausgestellt hatte, versteigerte er 1972 persönliche Gegenstände, erstellte Inventare seines und des Lebens fiktiver Personen und bot diese verschiedenen Museen als Nachlass an. 1974 legte er Vitrinen für die Puppe eines Clowns an, mit dem er in Performances auftrat, und schuf diesem ein anthropologisches Museum.
Parallel zu den Ausstellungen mit persönlichen Gegenständen oder Erinnerungsstücken publizierte Boltanski pseudodokumentarische Rekonstruktionen seines Lebens. Das sind kleine Hefte (oder Beiträge in Kunstzeitschriften), wie etwa aus dem Jahre 1969 Recherche et présentation de tout ce qui reste de mon enfance, 1944-1950 oder 10 Bilder aus der Kindheit von Christian Boltanski, gespielt am 12. Juni 1971. Die Formen der Rekonstruktion der eigenen Biografie gingen so weit, dass er die Fotoalben von Freunden übernahm und sie als Fotos seiner eigenen Familie deklarierte.
In den folgenden Jahren erlangte die Fotografie in seinem Werk zunehmend an Bedeutung. In den 1980er Jahren warf Boltanski die Schatten von mysteriösen Papierfiguren an die Wände von Ausstellungsräumen. 1988 wurde ihm in den USA eine Retrospektive in sechs Museen gewidmet.

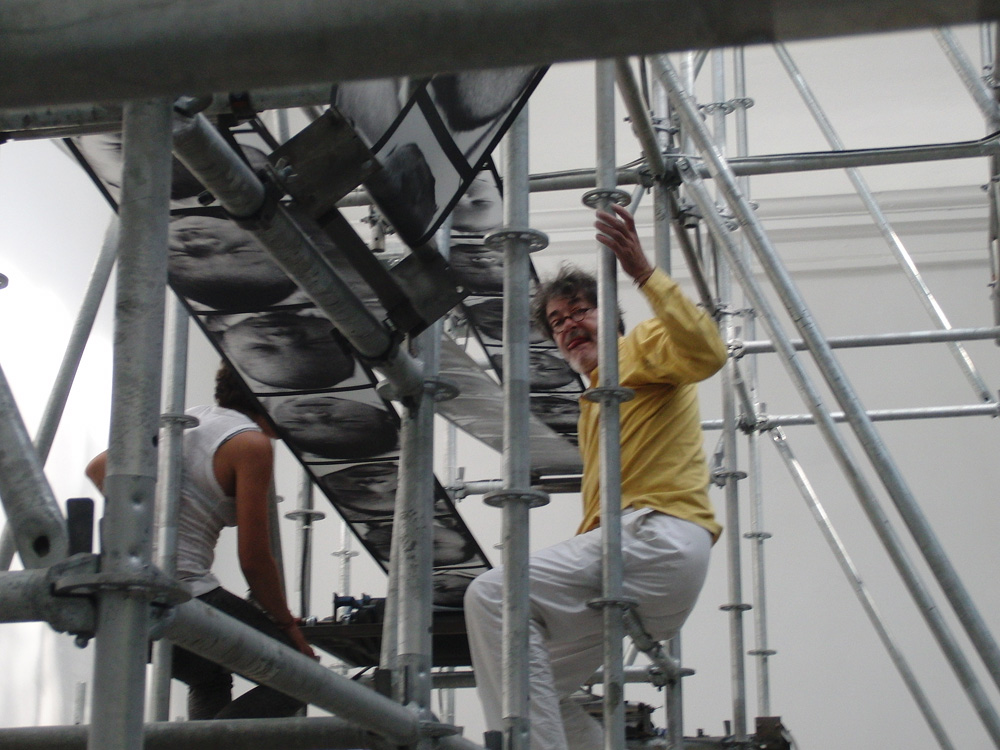
Rauminstallation Chance

Er war Teilnehmer der Documenta 5 in Kassel im Jahr 1972 in der Abteilung Individuelle Mythologien und auf der Documenta 6 (1977) und der Documenta 8 im Jahr 1987 als Künstler vertreten.
In den 1970er Jahren arbeitete Boltanski wiederholt an den sogenannten Inventaren – Installationen, in welchen persönliche Gegenstände aus dem Besitz unbekannter, verstorbener Personen arrangiert und ausgestellt wurden. Die Photographien und Gegenstände fand er überwiegend auf Flohmärkten. In seiner Monographie (Ich ist etwas Anderes) charakterisierte der Autor Armin Zweite diese Verfahrensweise als „[…] Klassifikation des Banalen und Nutzlosen, des Gebrauchten und Überflüssigen, des Obsoleten und Sentimentalen, die uns ebenso wie die museale Präsentation die Vermutung aufdrängt, dass alles dies für eine fremde Person Bedeutung hatte und in seiner Gesamtheit ihr physisches, psychisches, kulturelles und soziales Leben bestimmte, und zwar mehr als wir uns das normalerweise eingestehen.“
Angesichts der Frage, in welchem Maße die ausgestellten und abgelebten persönlichen Gegenstände eines Menschen seine Identität widerspiegeln oder bezeugen, zwingen Boltanskis Inventar-Installationen den Betrachter zur Hinterfragung der eigenen Existenz, des individuellen Charakterkerns und dessen (notwendiger/unnötiger) Bindung an materielle Gegenstände.
Ab den 1990er Jahren beschäftigte sich Boltanski, das Konzept der Rekonstruktion der eigenen Kindheit konsequent weiterentwickelnd, auf allgemeinerer Ebene mit dem Thema Vergangenheit und Vergänglichkeit. Für den Neubau der Berliner Akademie der Künste bereitete er eine ständige Rauminstallation vor. Für das Reichstagsgebäude trug er 1999 die Installation Archiv der Deutschen Abgeordneten bei. Er zählte zu den Künstlern der dezentralen Ausstellung Einstein-Spaces (2005), die vom Potsdamer Einstein-Forum kuratiert wurde. Für das weitgehend unterirdisch angelegte Zentrum für Internationale Lichtkunst Unna hatte Boltanski 2002 den Totentanz II geschaffen, eine Schattenspiel-Installation mit Kupferfiguren.
Bei der RuhrTriennale 2005 leitete Christian Boltanski zusammen mit Andrea Breth und Jean Kalman das Projekt Nächte unter Tage. Im selben Jahr belegte er den 10. Platz im Kunstkompass-Ranking. 1994 wurde er mit dem Kunstpreis Aachen, 2006 mit dem Praemium Imperiale („Nobelpreis der Künste“) in der Sparte Skulptur ausgezeichnet.
2008 begann Boltanski mit dem Projekt Les archives du coeur. Boltanski beschäftigte sich dabei mit Fragen, die sich jedem stellen – mit der Endlichkeit des Seins und mit den menschlichen Bemühungen gegen das Vergessen/das Vergessen-Werden.
2011 wurde der gesamte französische Pavillon auf der 54. Internationalen Kunstbiennale von Venedig mit einer Rauminstallation von Christian Boltanski gestaltet. Kurator war Jean-Hubert Martin. Die Installation mit dem Namen Chance gliederte sich gemäß den Räumlichkeiten in vier Teile: Raum 1 The Wheel of Fortune; Raum 2 und 4 Last News of Humans und Raum 3 Be New. Außen um den französischen Pavillon standen die Talking Chairs. Chance funktionierte wie ein großer Einarmiger Bandit. Wenn ein Knopf betätigt wurde und drei identische Teile des Teils Be New übereinstimmten, erhielt man ein Kunstwerk von Boltanski.

Installation als Teil der Ausstellung Die Zwangsarbeiter in der Völklinger Hütte

Am 1. November 2018 wurden zwei Dauerinstallationen von Christian Boltanski in der Völklinger Hütte eröffnet: Die Zwangsarbeiter als Erinnerungsort für die über 12.000 Zwangsarbeiter in der NS-Zeit und Erinnerungen an die Hüttenarbeiter.
Aus Verehrung für Karl Valentin vermachte Boltanski 1993 sein gesamtes Frühwerk, das er zuvor in einer Sonderausstellung gezeigt hatte, dem Valentin-Karlstadt-Musäum in München. Er fühlte sich in seinem Schaffen Karl Valentin sehr verbunden, mit ihm überdachte er sein Werk neu und übernahm die Idee des Clowns.
Boltanski starb im Juli 2021 im Alter von 76 Jahren in Paris.

## Zitate
Befragt zu dem Projekt Les archives du coeur, erläuterte Boltanski: „Der Herzschlag symbolisiert unsere Unruhe, die Zerbrechlichkeit, er ist gleichzeitig Selbstporträt und Spiegel unserer Endlichkeit.“ (Christian Boltanski in einem Gespräch mit H.P. Schwerfel)

## Gallery

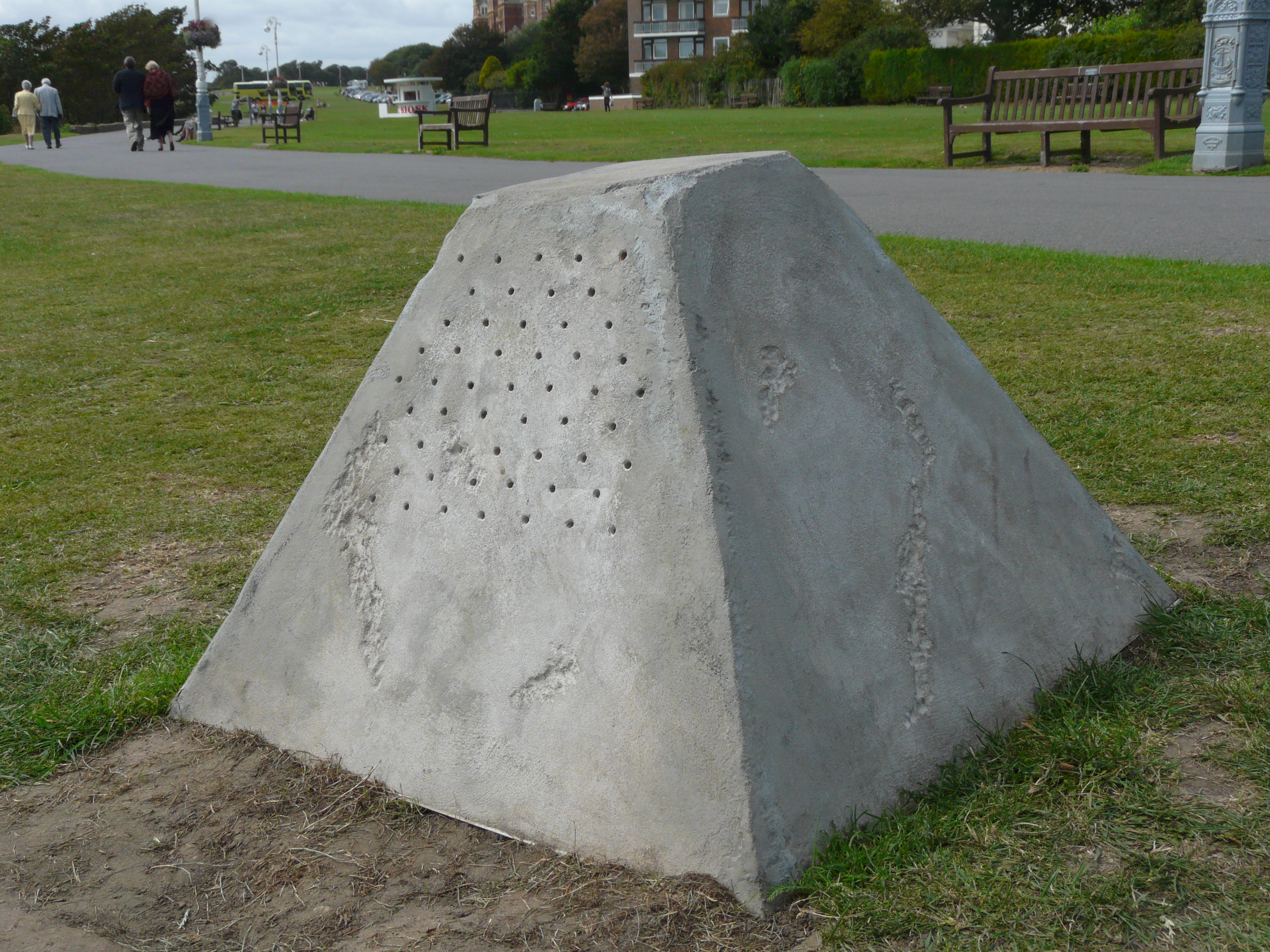
Sound-Installation The Whispers von Christian Boltanski auf der Folkestone Triennale, 2008
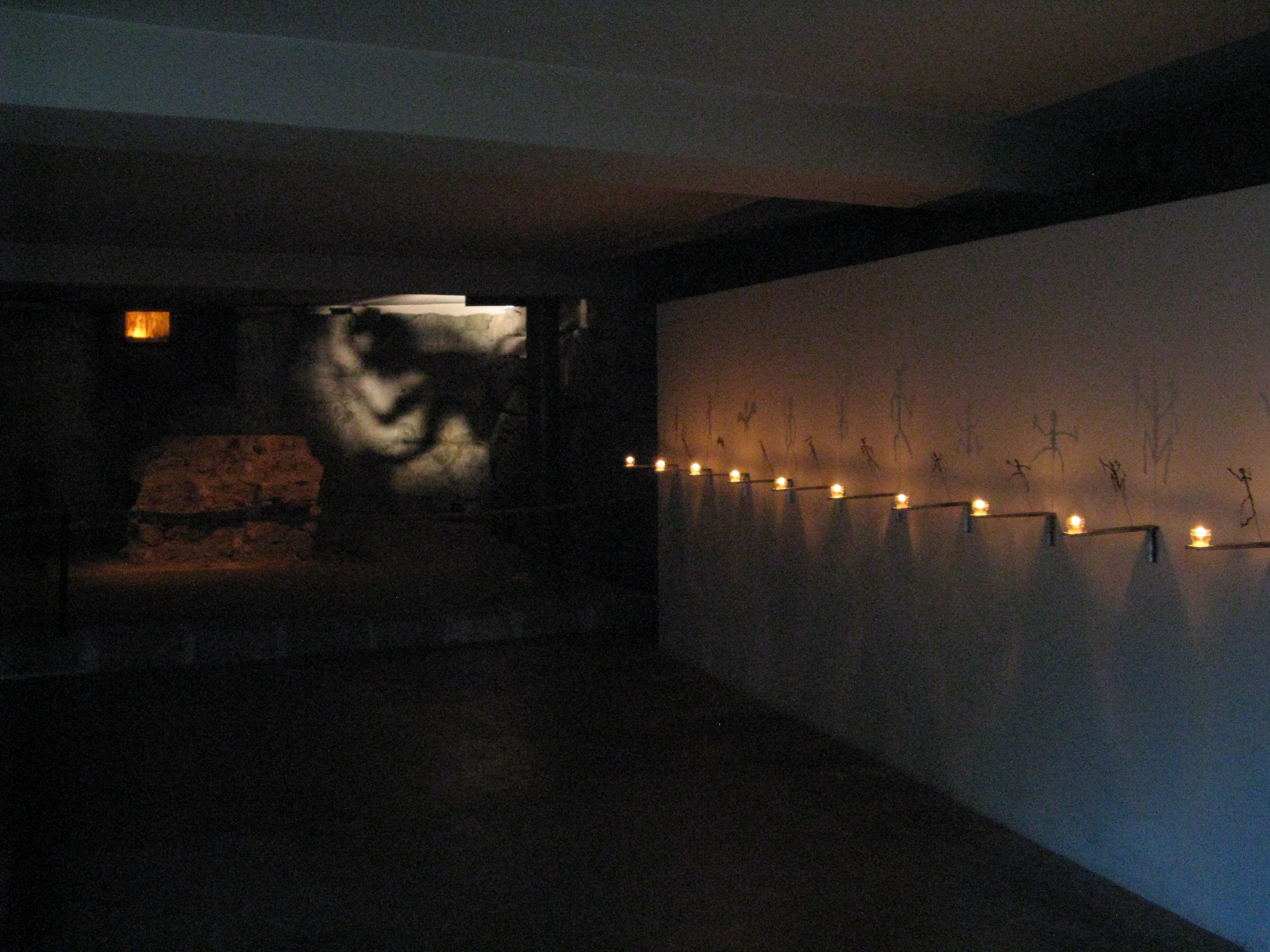
Vanitas, Krypta Salzburger Dom
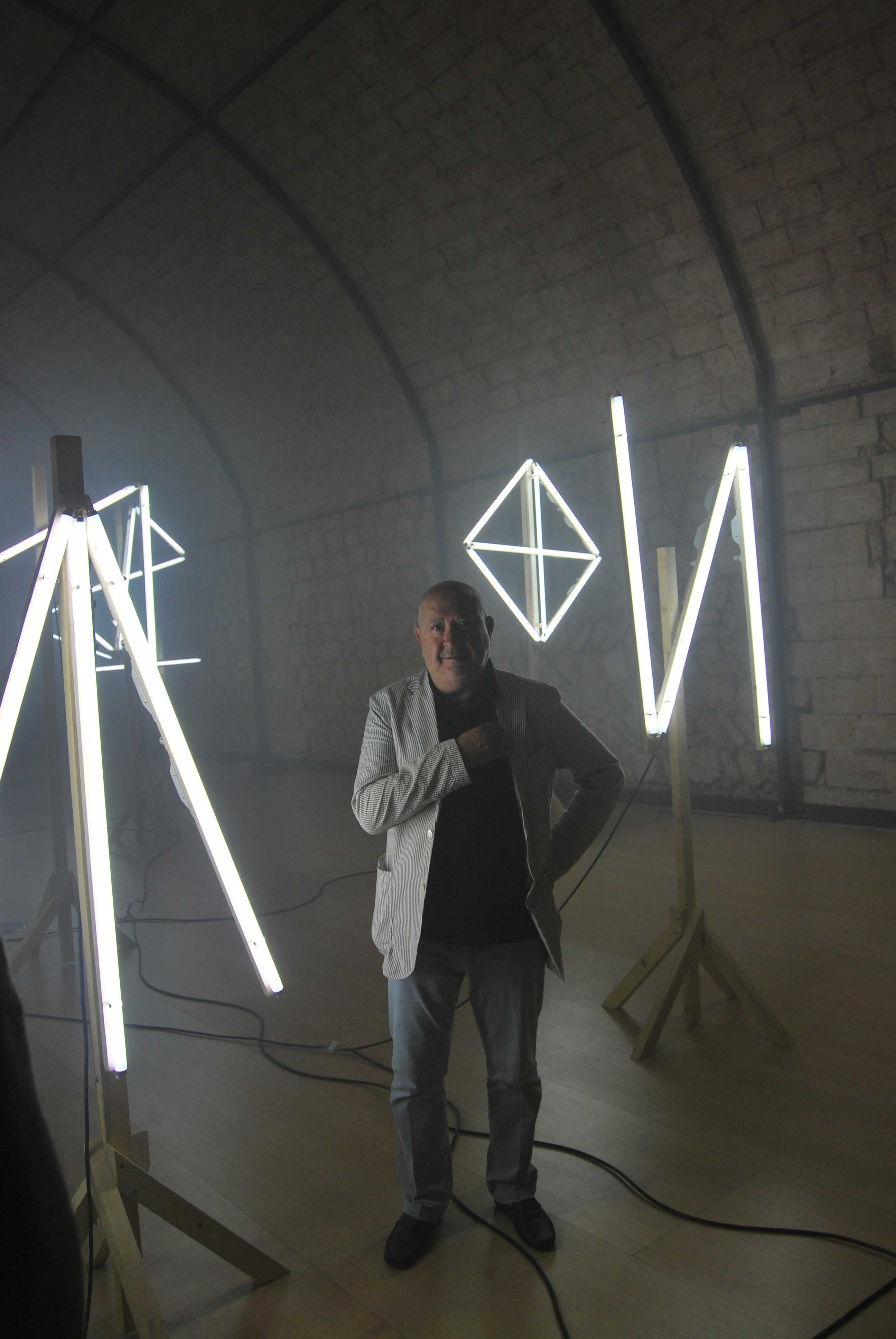
Signatures, 2011.
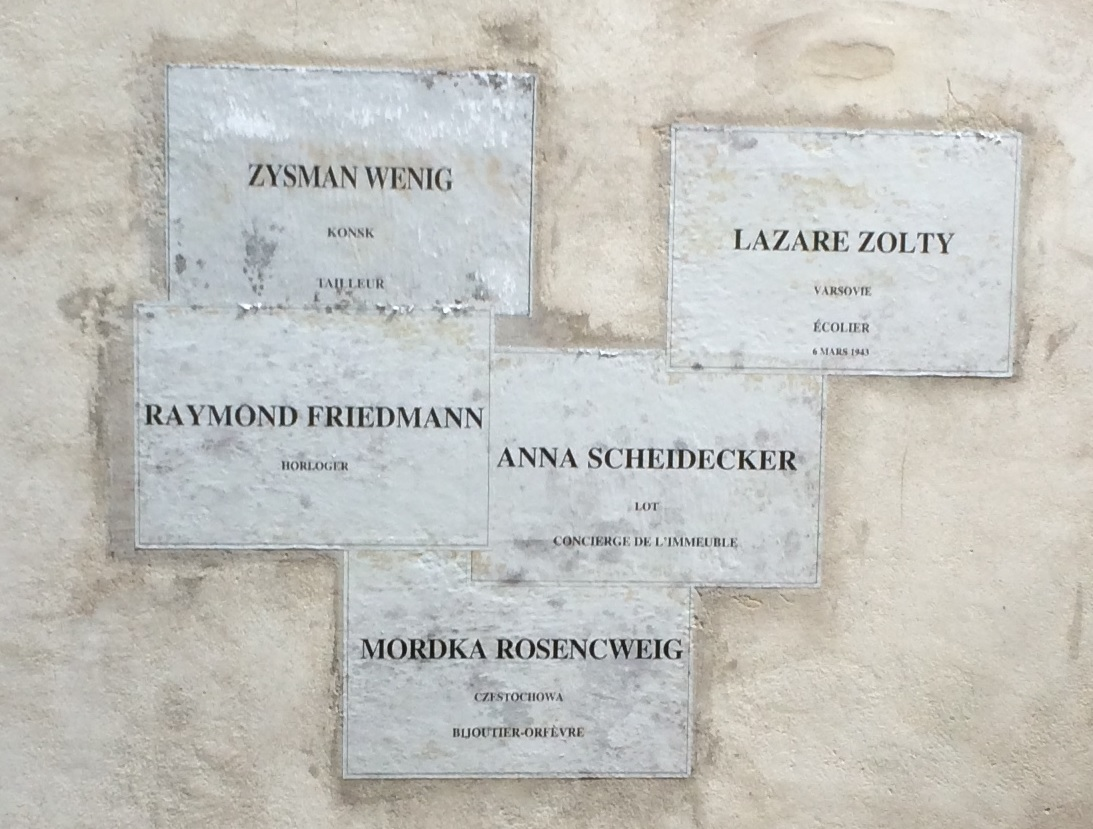
Mauerkunst Die Bewohner des Hotels de Saint-Aignan im Jahr 1939, Musée d'art et d'histoire du Judaïsme, Paris
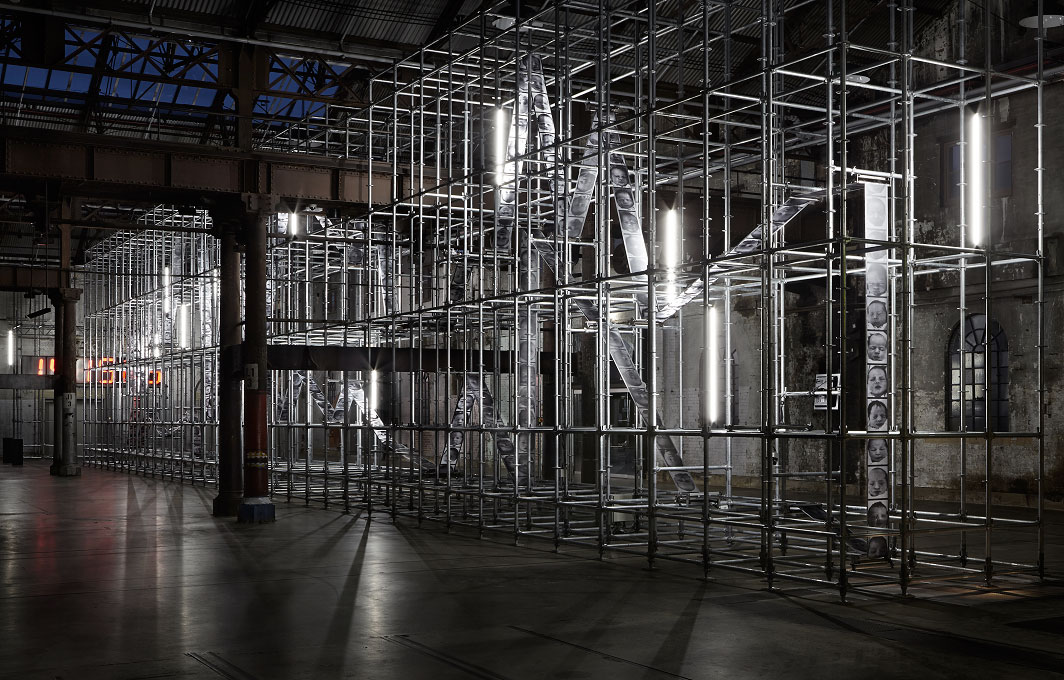
Chance, 2014.

## Ausstellungen (Auswahl)
- 1972: documenta 5
- 1975: Biennale de Paris
- 1979: EHS, Dudweiler/Saarbrücken[16]
- 1984: Centre Georges-Pompidou, Paris: Erste große Retrospektive
- 1986: Biennale in Venedig
- 1987: documenta 8
- 1993: Museum Ludwig Köln
- 1995: Kunsthalle Wien
- 1996: Hessisches Landesmuseum Darmstadt, Sterblich
- 1998: Musée d’art moderne de la Ville de Paris
- 2001: Skulpturenmuseum Glaskasten Marl
- 2009: Vanitas (Salzburg), Sammlung Würth, Inv. 15613
- 2009: Kunstmuseum Liechtenstein, Vaduz
- 2009/2010: Kunstmuseum Wolfsburg, Gemeinschaftsausstellung: Ich zweifellos
- 2010: Grand Palais Paris, Monumenta.
- 2010: Museum für Moderne Kunst (MMK), Frankfurt am Main, Gemeinschaftsausstellung: MMK 1991-2011. 20 Jahre Gegenwart,
- 2012: Museu Serralves, Porto, "DANCE OF DEATH" (GUIMARÃES 2012)
- 2013: Kunstmuseum Wolfsburg: Christian Boltanski: Bewegt.
- 2019: Centre Georges-Pompidou, Paris: Christian Boltanski: Faire son temps.[17]

## Auszeichnungen
- 1994: Kunstpreis Aachen
- 1995: Ordre des Arts et des Lettres (Komtur)[18]
- 1996: Rolandpreis für Kunst im öffentlichen Raum
- 2001: Goslarer Kaiserring
- 2001: Kunstpreis der Nord/LB
- 2006: Ritter der Ehrenlegion[19]
- 2006: Praemium Imperiale, Kategorie Skulptur
- 2009: Adenauer-de-Gaulle-Preis (gemeinsam mit Anselm Kiefer)[20]